# Escuela Normal Superior n.° 9 Domingo Faustino Sarmiento
La Escuela Normal Superior n° 9 Domingo Faustino Sarmiento es una institución educativa argentina que posee los cuatro niveles de enseñanza, inicial, primario, secundario y terciario, dependiente del gobierno de la Ciudad de Buenos Aires. Se encuentra situada en Callao 450 en el barrio de Balvanera, Comuna 3. Emplazada en la manzana delimitada por las calles Corrientes, Lavalle y Pasaje Enrique Santos Discépolo la escuela se halla a cuatro cuadras del edificio del Congreso de la Nación y a metros de la salida de la línea B del Subte de Buenos Aires en la estación Callao.

## Historia
La construcción del edificio que alberga a la Escuela Normal Superior n° 9 Domingo F. Sarmiento fue uno de los proyectos del arquitecto Carlos Morra.  Se inauguró el 3 de octubre de 1886 como escuela primaria y en 1914, por decreto del Poder Ejecutivo pasó a funcionar como Escuela Normal.  La destacada maestra Rosario Vera Peñaloza fue quien tuvo a su cargo la formación de maestros.  La primera promoción egresó en el año 1916.
La mayoría de las escuelas que han sido notorias en sus construcciones fueron concebidas durante las presidencias de Domingo F. Sarmiento y de Julio A. Roca.
A partir de la sanción de la ley 1420 en 1884, pasarían a albergar a cientos de niños para impartirles una educación laica, gratuita y obligatoria.
Muchos de los edificios emblemáticos de aquel tiempo fueron ideados por Carlos Morra (1854-1926), arquitecto nacido y formado en Italia, que llegaría a la Argentina en 1881.  Carlos Morra se especializó en arquitectura escolar pero al mismo tiempo fue el responsable de obras tales como la antigua Biblioteca Nacional, la Facultad de Filosofía y Letras, el Tiro Federal y la Escuela Presidente A. Roca.

## Edificio
El arquitecto Carlos Morra utilizó modelos estilísticos del neorrenacimiento italiano.  Los rasgos neoclásicos se encuentran tanto en espacios internos como externos.  Son características del lugar las simétricas escaleras de mármol, las balaustradas que las circundan, el busto de Sarmiento y las columnas, que dispuestas por todo el establecimiento, alternan el estilo dórico, estilo jónico y el estilo corintio.  En lo alto de la fachada emerge imponente una versión de la Estatua de la Libertad, inaugurada 25 días antes que su versión más famosa, la estatua de la libertad emplazada en la ciudad de New York.
Entre sus características físicas podemos mencionar una arquitectura compositiva coordinada con ejes, simetría, carácter, monumentalidad y unidad del conjunto de sus partes.
En diciembre del año 2012 se inician las tareas de restauración y puesta en valor del edificio a cargo del área de infraestructura del Ministerio de Educación de la Ciudad.
En el año 2013 fue declarado monumento histórico nacional por la Comisión Nacional de Museos y de Monumentos y Lugares Históricos, dependiente de la Secretaría de Cultura de la Nación.
El 17 de noviembre de 2014 la Legislatura porteña resolvió la colocación de una placa evocativa en la fachada del establecimiento por su centenario como Escuela Normalista.

## Galería

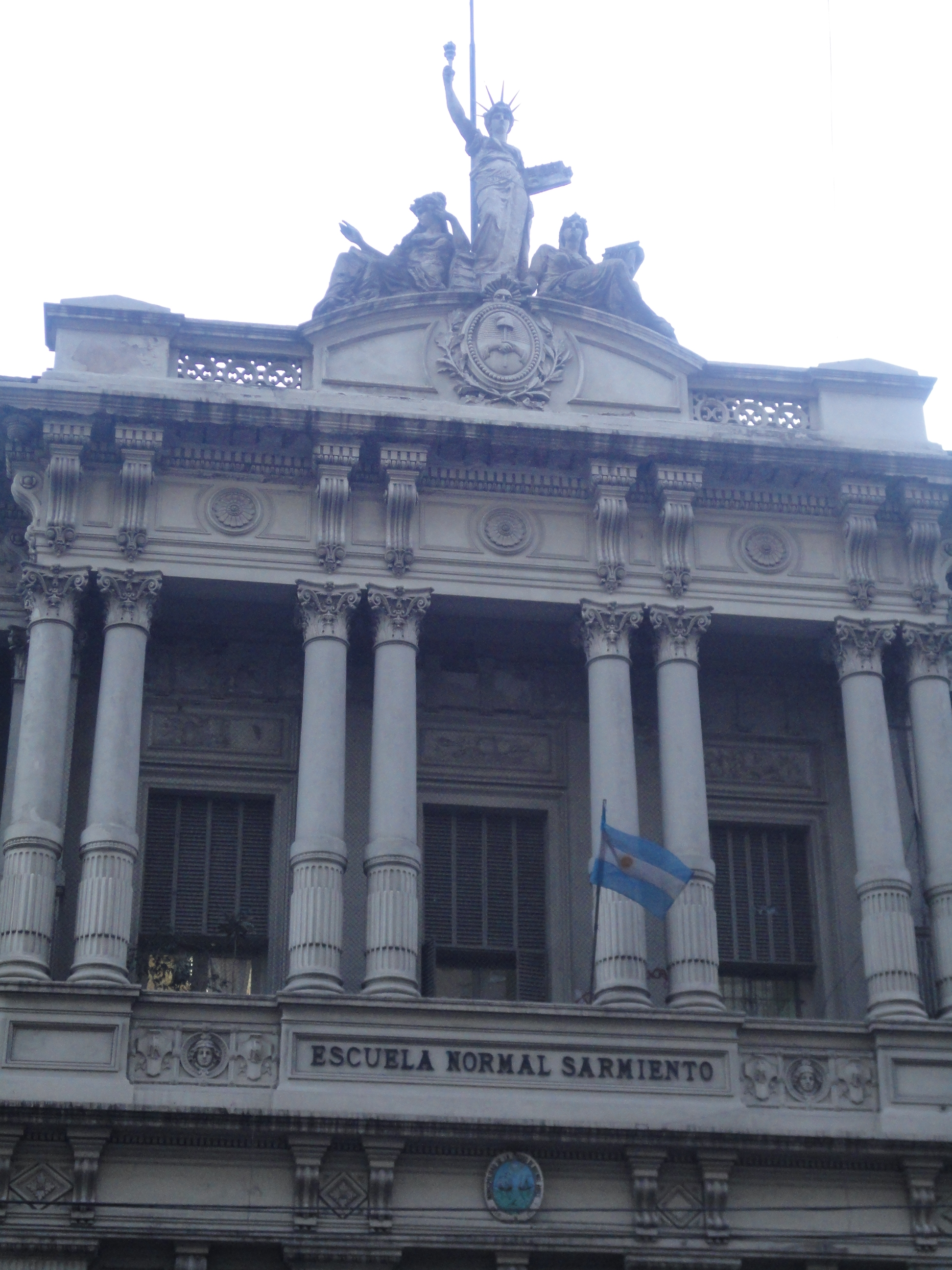
Escuela Normal Superior N° 9 "Domingo F. Sarmiento"
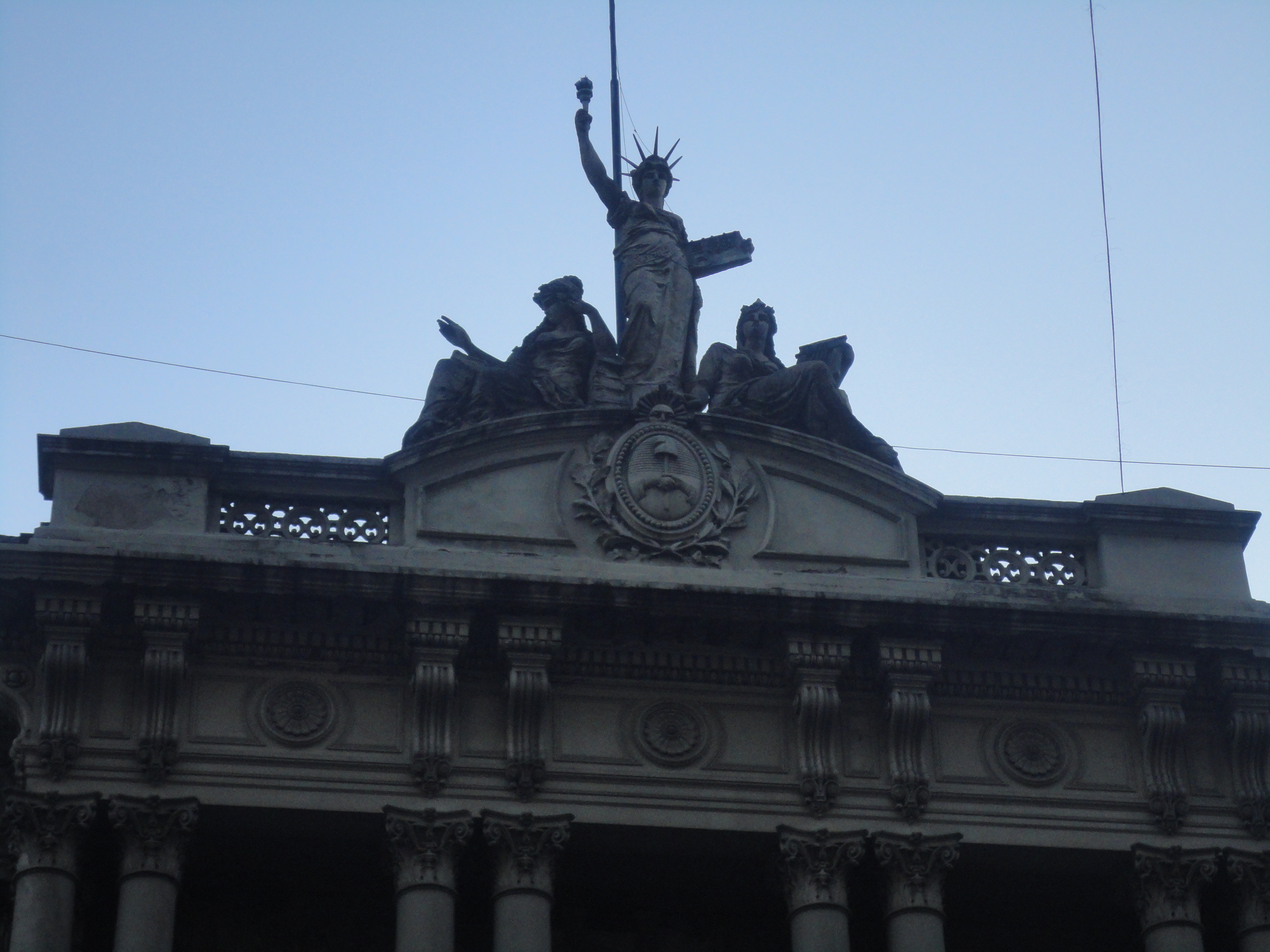
Réplica de la estatua de la libertad en el frente del edificio.
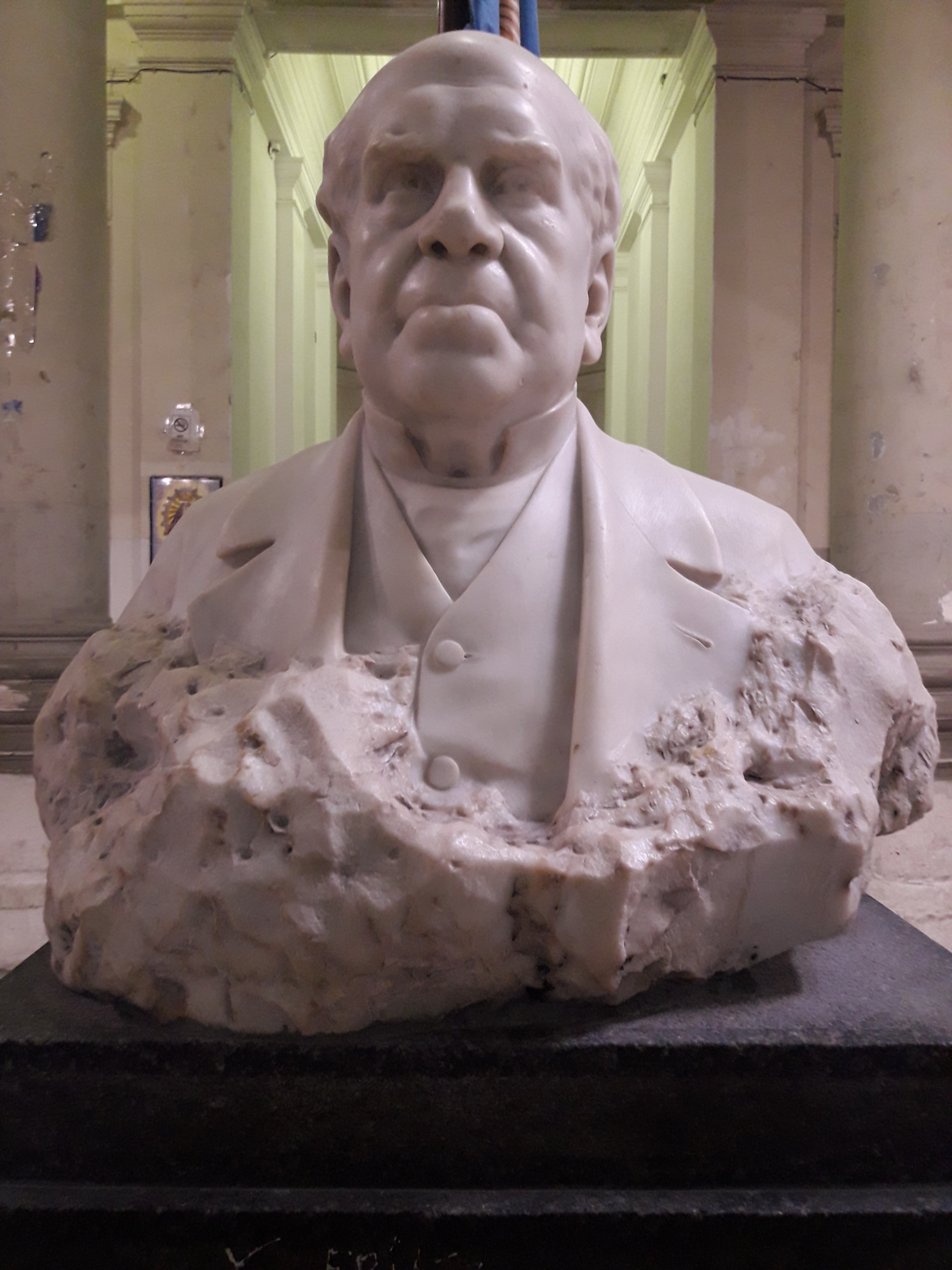
Busto de frente de Domingo F. Sarmiento.  Ubicado en la escuela normal superior N°9
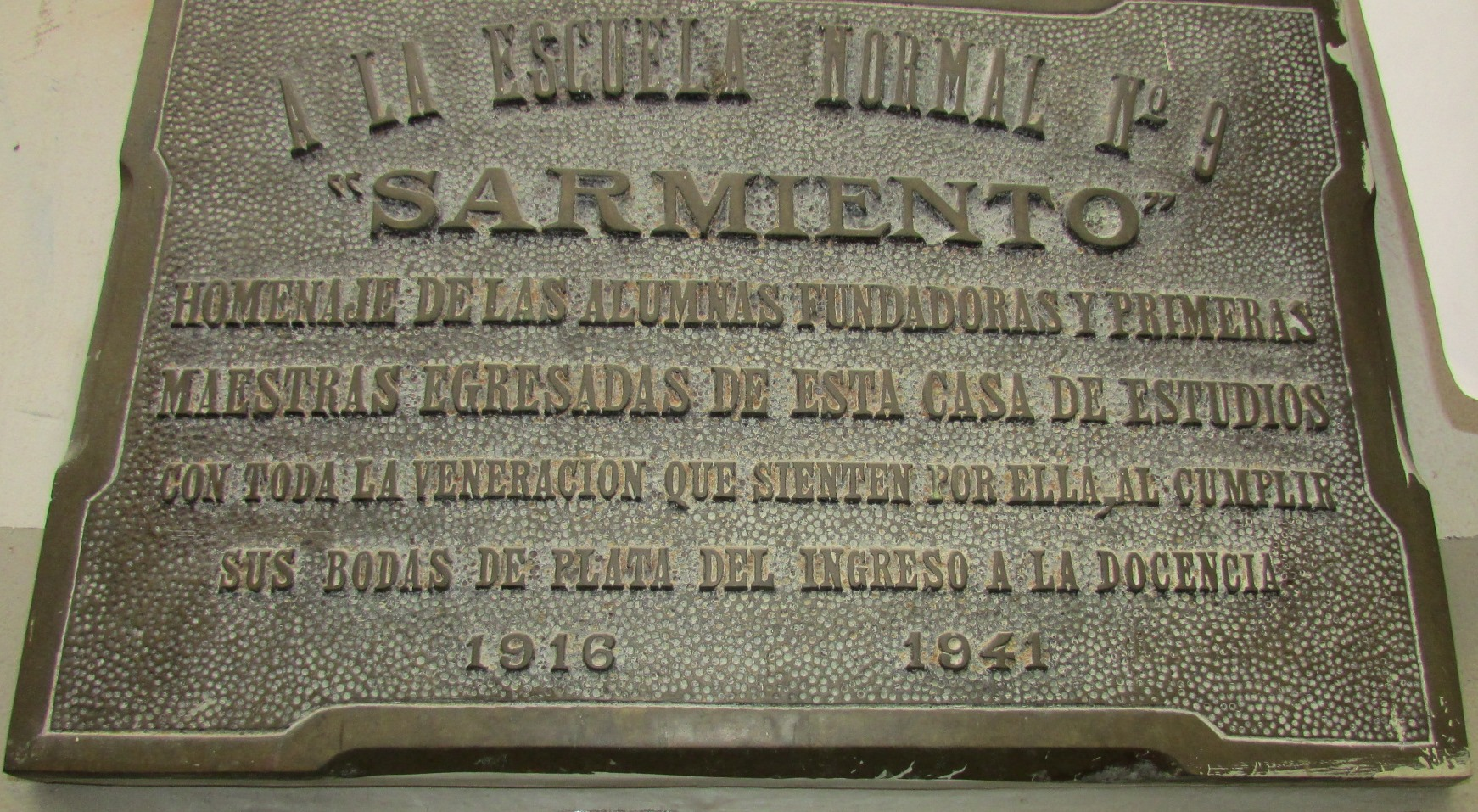
Placa recordatoria de las Bodas de Plata de la primera promoción de maestras.
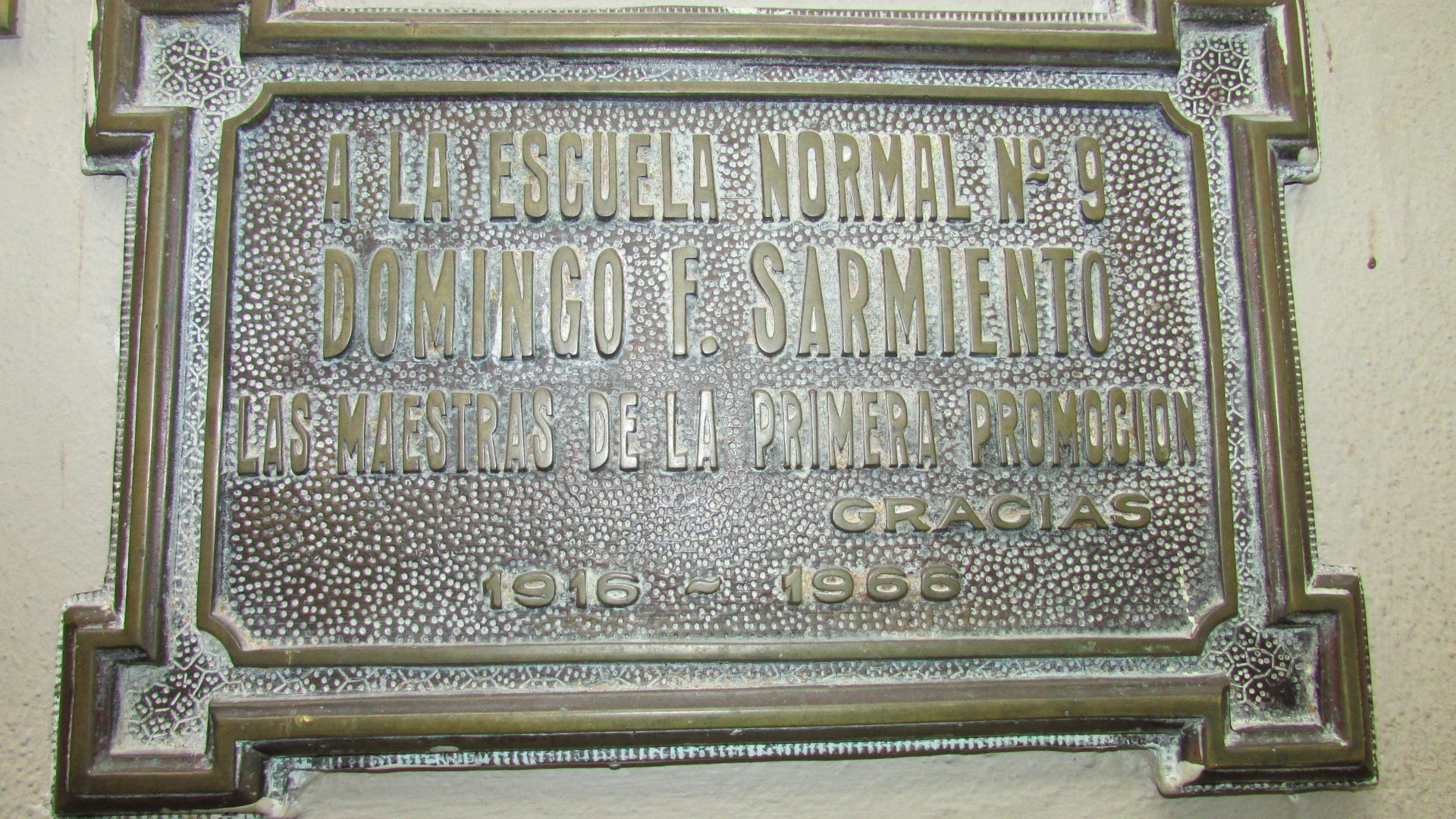
Placa recordatoria de las Bodas de Oro de la primera promoción de maestras.
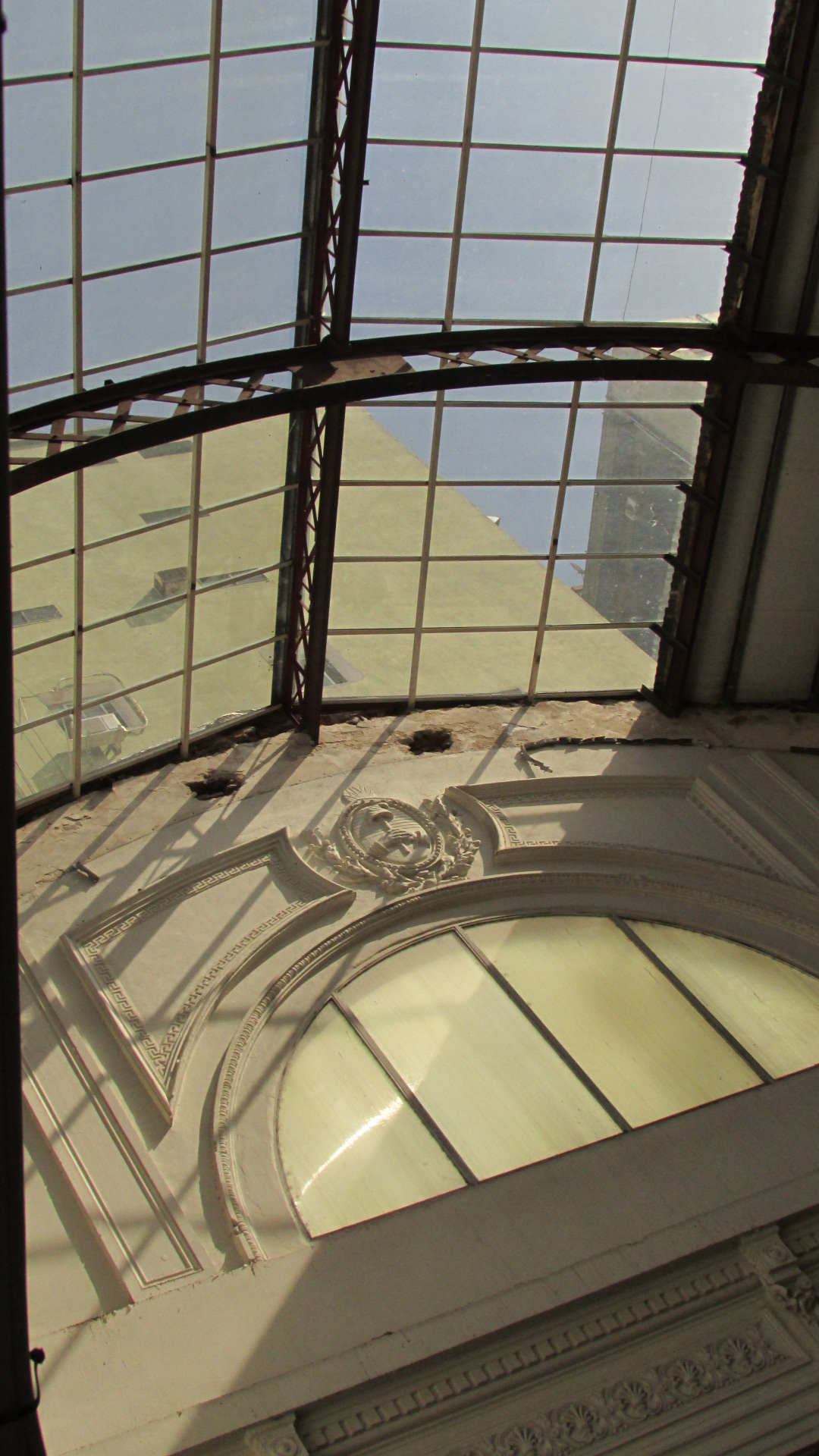
Escudo Nacional esculpido en una de las paredes del edificio.

## Laboratorio
En el primer piso del sector Discépolo se halla el laboratorio de ciencias. El espacio fue recuperado en el año 2015 como parte del programa puesta en valor de las instituciones. En él se encuentra instrumental proveniente de Francia, Inglaterra, Japón y España y que pertenece al patrimonio histórico científico de la escuela.  Los instrumentos dan cuenta de las diferentes formas de enseñanza de acuerdo a la época.  En la actualidad muchos de estos materiales están disponibles para su uso en las clases prácticas de biología, física y química.

### Galería

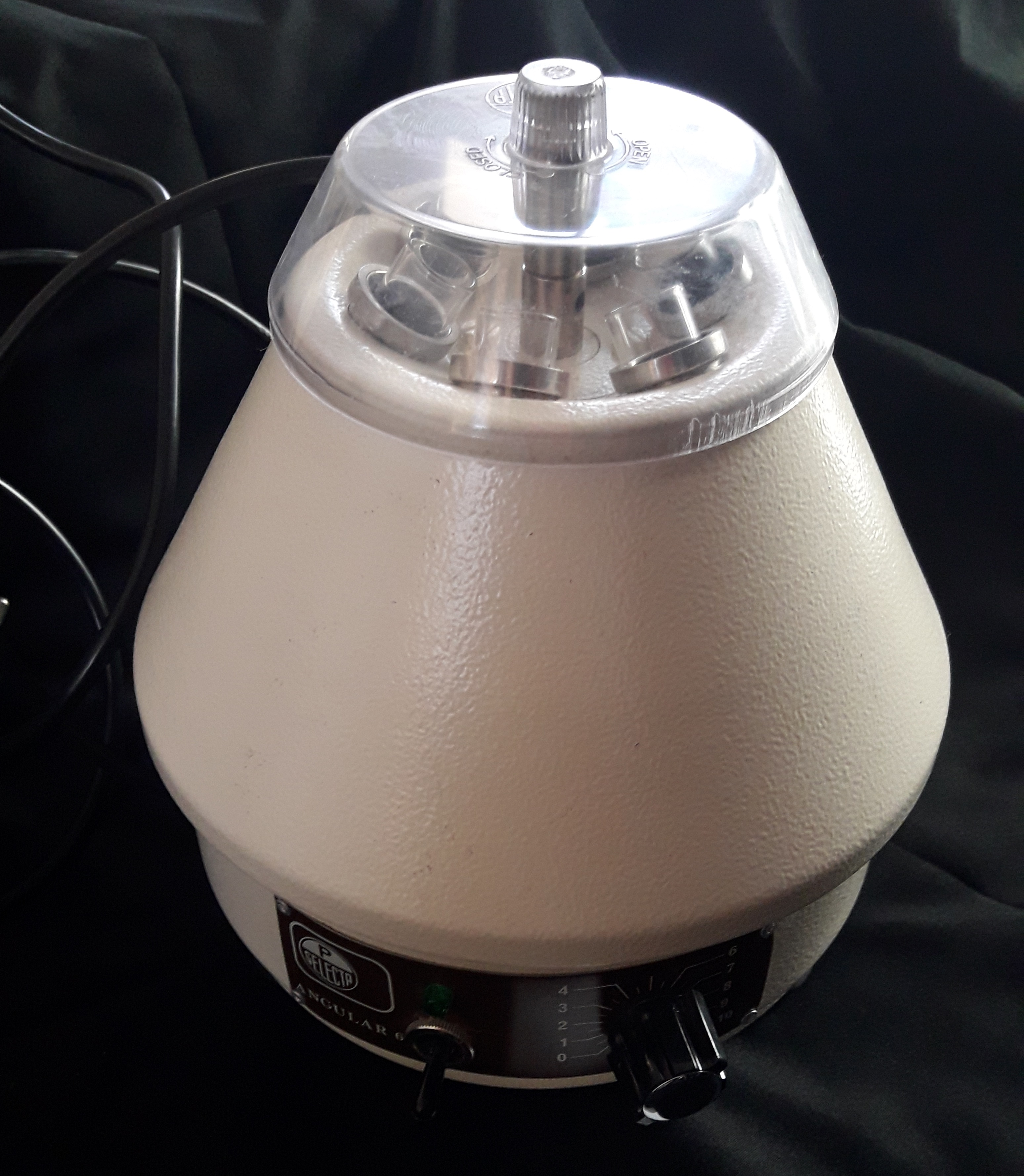
Centrífuga de uso en el laboratorio escolar.
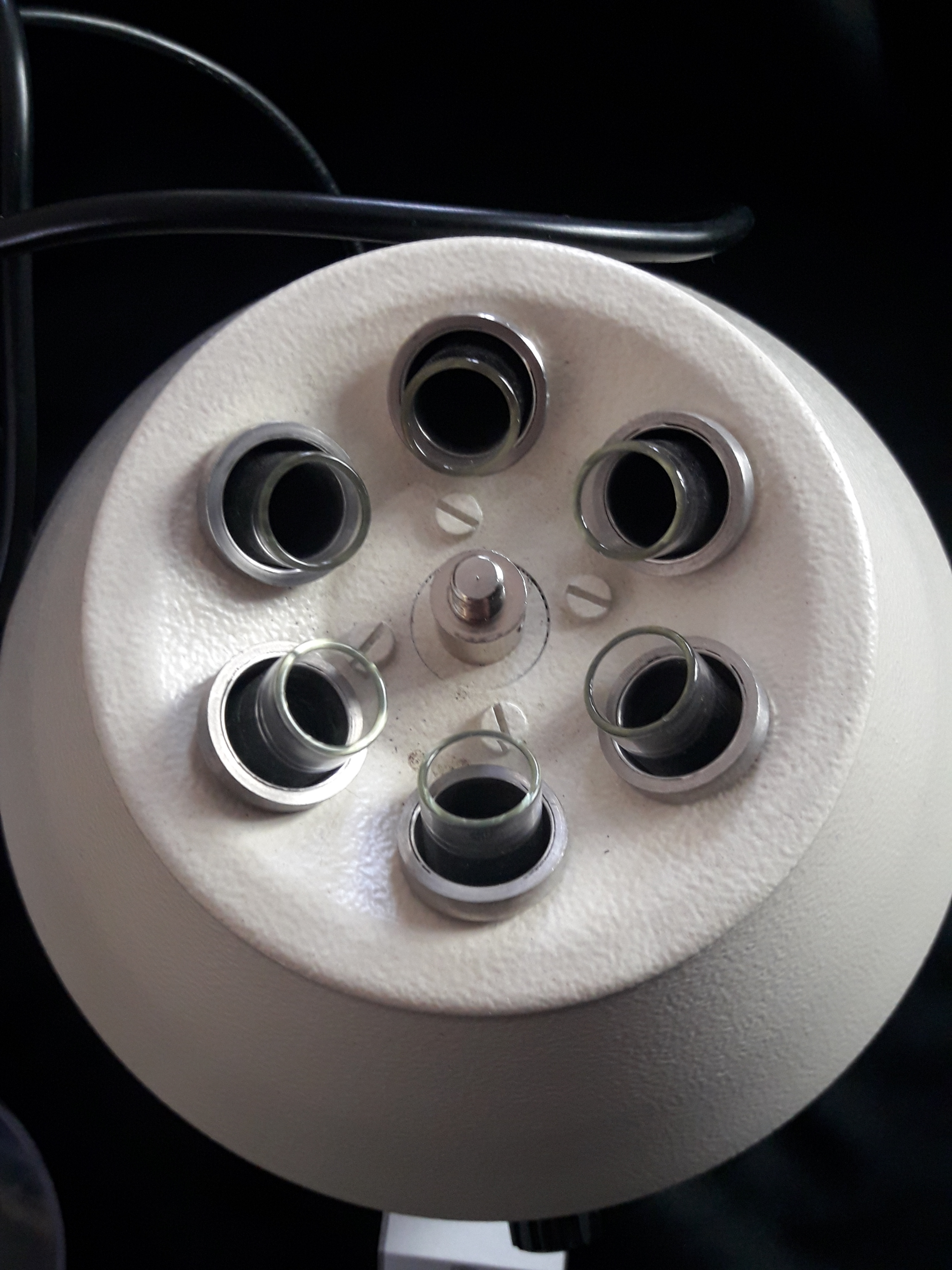
Vista superior de una centrífuga en la que se puede ver la disposición de los tubos.
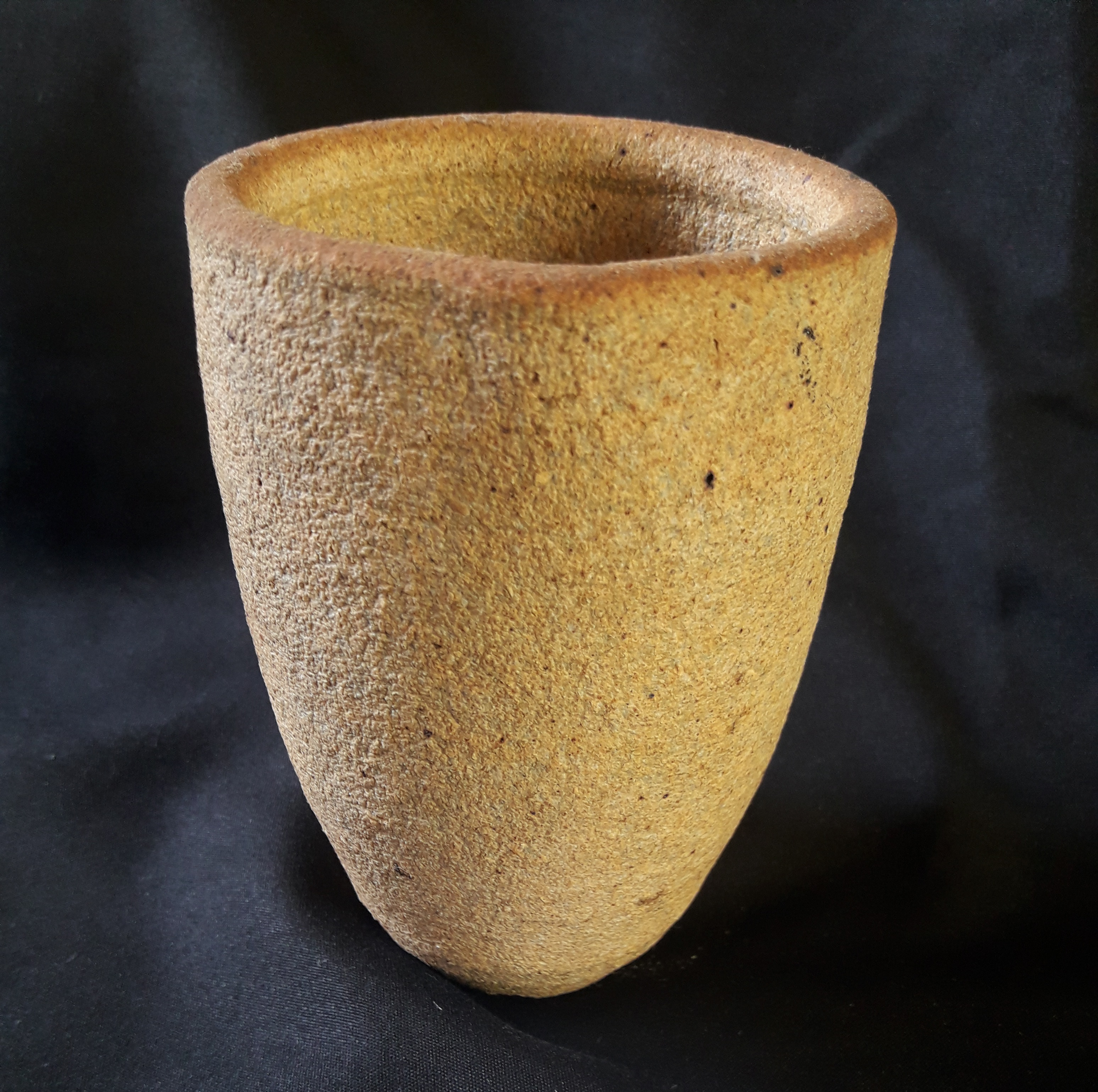
Crisol de material refractario para uso en el laboratorio escolar.
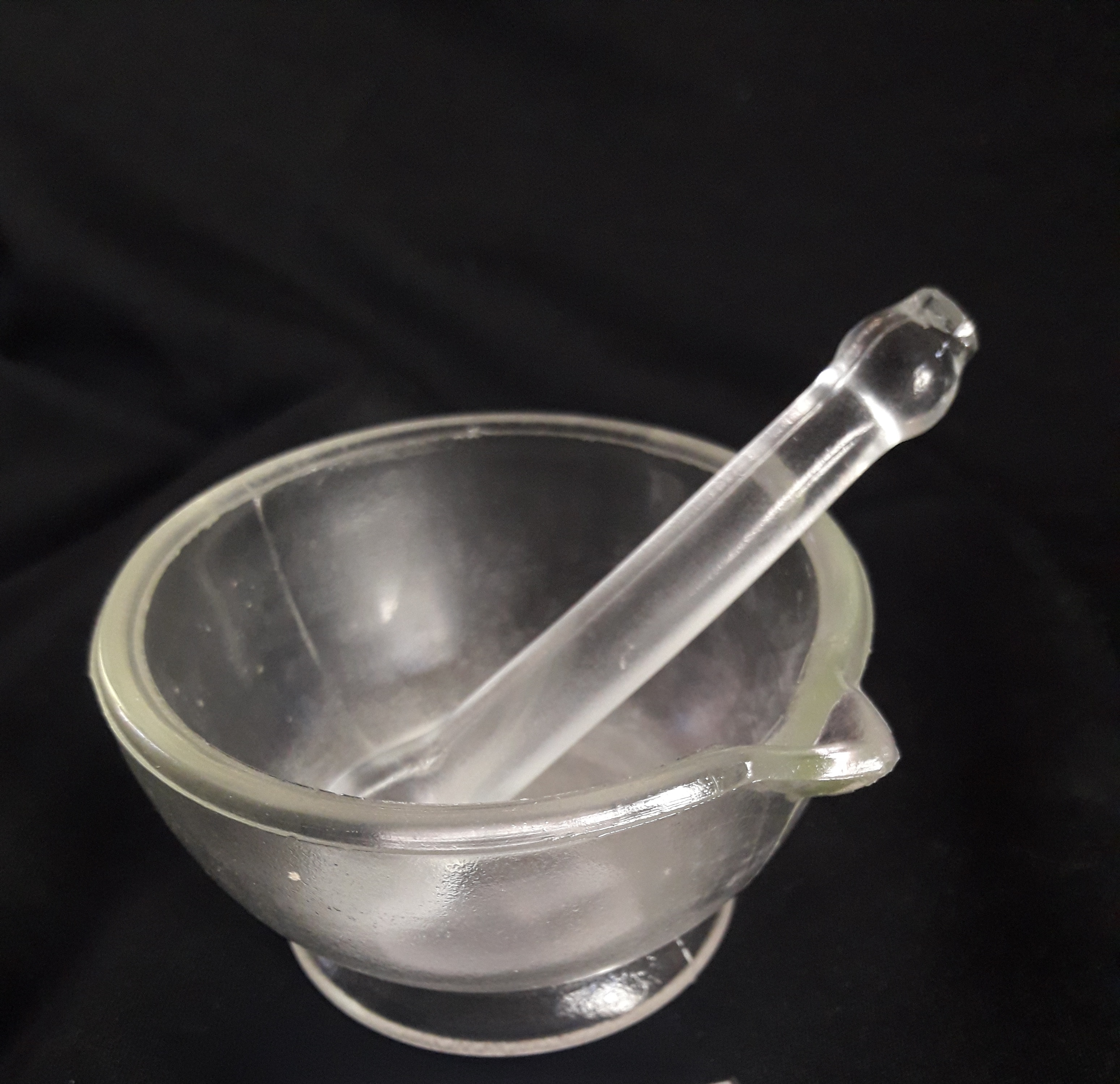
Mortero de vidrio con su respectivo pilón.  Material de laboratorio escolar.
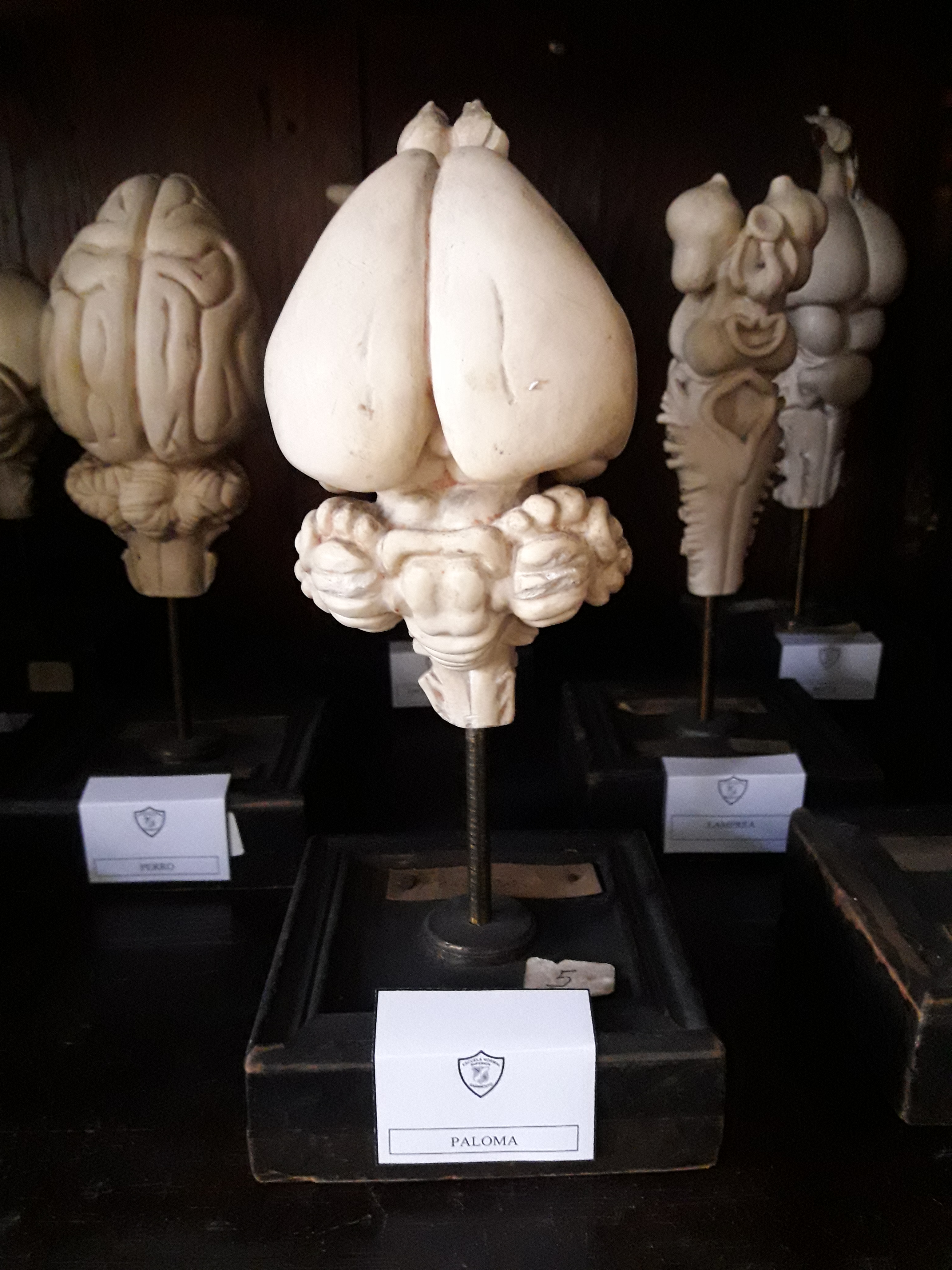
Maqueta a mayor escala que la real de un cerebro de paloma. Pieza de colección de la casa francesa, Les Fils D¨Emile Deyrlle.
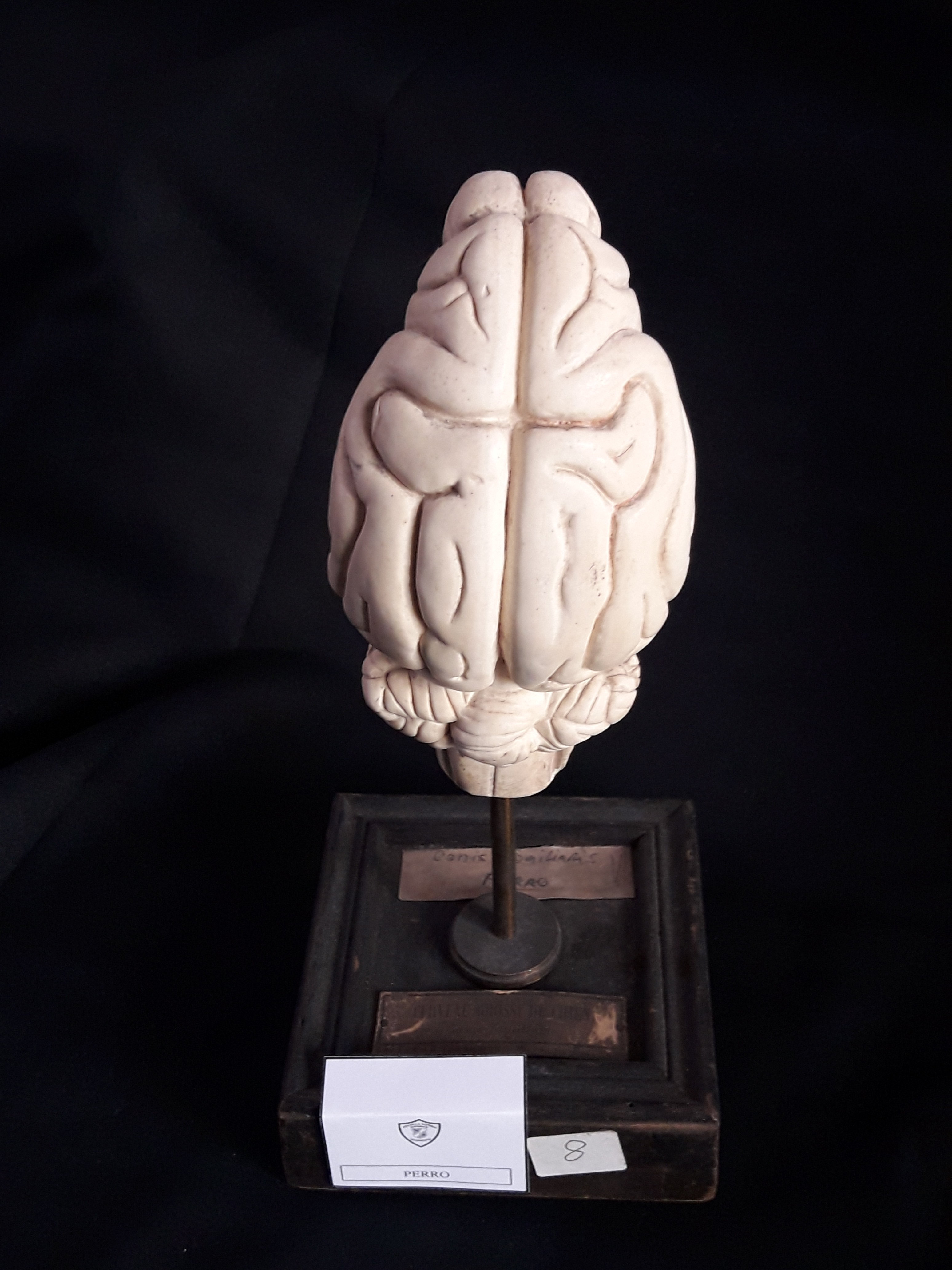
Maqueta a mayor escala que la real de un cerebro de perro. Pieza de colección de la casa francesa, Les Fils D¨Emile Deyrlle.